# القاهرة الإخبارية
القاهرة الإخبارية هي قناة فضائية إخبارية مصرية، وإحدى قنوات المتحدة للخدمات الإعلامية، تُبث على القمر الصناعي المصري نايل سات، تختص بتقديم التغطيات الإخبارية للأحداث السياسية، الاقتصادية، الرياضية، الثقافية وغيرها، يقع مقرها الرئيسي بمدينة الإنتاج الإعلامي بالسادس من أكتوبر في محافظة الجيزة المصرية، وبدأت البث الرسمي على مدار 24 ساعة في 31 أكتوبر 2022.

#### برامج قناة القاهرة الإخبارية
- صباح جديد.
- المراقب.
- مطروح للنقاش.
- ملف اليوم.
- منتصف النهار.
- النشرة المغاربية.
- الشرق الاوسط.
- العالم شرقاً.
- من مصر.
- عن قرب.
- دورى النقاد.
- الضفة الاخرى.
- بالمنطق.
- هذا المساء.
- 10 داونينج ستريت.
- عين على امريكا.
- العالم ينتخب.
- الانتخابات الامريكية.
- ثم ماذا حدث.
- واجه الحقيقة.
- عايش.
- ستاد القاهرة.
- برنامج كان.
- هنا المونديال.

#### الإعلاميين والكتاب في القناة:
"كريم حاتم - خيري حسن - جمال عنايت - عادل حمودة - حساني بشير - كمال ماضي - محمد عبد الرحمن - أحمد أبو زيد - أحمد بشتو - همام مجاهد - محمد جاد - فادي غالي - تامر حنفي - أميمة تمام - جمانة هاشم - إيمان الحويزي - دينا زهرة - دينا سالم - آية لطفي - ليلاس كافوزي - فيروز مكي - رغدة أبو ليلة - مارينا المصري - نهى درويش - رغدة منير - أمل الحناوي - ليندا عبد اللطيف - منى شكر - رشا عماد - هدي كمال - شيرين غسان - أمل مضهج - داليا أبو عميرة - آية الكفوري - شيماء الكردي - داليا نجاتي".

## وصلات خارجية
- الموقع الرسمي